# Adel Kjellström
Adel Kjellström, född 12 februari 1954 i Helsingborg, är en svensk ljudtekniker och filmproducent. 
Kjellström var ursprungligen musiker och var en av grundarna av gruppen Rockamöllan. Han genomgick Dramatiska Institutets ljudlinje 1982–1985 och har som ljudtekniker och producent medverkat i en lång rad filmer.